# 千光寺 (甲賀市)
千光寺（せんこうじ）は、滋賀県甲賀市にある天台宗の寺院。山号は楊柳山。本尊は千手観音。川枯寺ともいう。

## 概要
749年（天平21年）1月18日、僧行基、大壇越左大臣橘諸兄が寺院を造営。1580年（天正8年）の兵火により堂宇を焼失。1645年（正保2年）に再建。1855年（安政3年）3月18日、火災により堂宇、古文書、経典等を失う。1878年（明治11年）9月18日に本堂を再建。1982年（昭和57年）に収蔵庫を新築、1983年（昭和58年）に本堂を改築。
全盛期は寺領が20haあり、塔頭の西住院をはじめ、備前、福寿、新、中、常住、伊豆、円衆、世尊、東、普賢の10坊があり、甲賀六大寺の1つに数えられた大きな寺であった。隣接する八坂神社の別当を兼ねていた。
1860年（万延）以来、僧覚雄が八坂神社の祭田を開いたことで柏木郷と紛争となり、覚雄が脱走してから廃寺同様になっていた。

## 文化財
- 木造千手観音立像（十一面千手観音） 平安時代（国の重要文化財） - 像高：136cm[2]

収蔵庫に保管されている。事前連絡をすれば拝観可能。

## 年中行事
- 1/17、18 - 堂頭の儀式[2]
- 4/17、7/17 - 回向護摩法要
- 9/17 - 会式・護摩法要

## 札所
- 近江西国第三十三箇所第27番[2]
- 甲賀西国三十三所第23番

## 境内
- 本堂
- 収蔵庫
- 宝塔
- 手水舎
- 釣鐘堂跡
- 歴代住職・無縁仏